# Castilleja socorrensis
Castilleja socorrensis là loài thực vật có hoa thuộc họ Cỏ chổi. Loài này được Moran mô tả khoa học đầu tiên năm 1989.